# Боннар, Марио
Марио Боннар (итал. Mario Bonnard; 21 июня 1889 или 24 декабря 1889, Рим — 22 марта 1965, Рим) — итальянский актёр и режиссёр.

## Биография
Боннар родился и умер в Риме. Начал кинематографическую карьеру как актёр, став популярным романтическим персонажем во многих немых фильмах, снятых до Первой мировой войны. В 1917 году впервые решился на режиссуру. До появления звукового кино некоторое время работал в Германии над фильмами Луиса Тренкера. Вернувшись в Италию в 1932 году, стал плодовитым режиссёром, работая с такими крупными звёздами того времени, как Ассия Норис, Эльза Мерлини, Амедео Наццари, Луиза Ферида, Генри Виаризио. «Жестокий саладин» (1937) был самым популярным из его фильмов 1930-х годов.
Во время войны продолжал работать. В период после Второй мировой войны его фильмы, от комедий до исторических драм, пользовались большим успехом. Однако сегодня он уже малоизвестен. Одним из его последних фильмов были «Последние дни Помпеи» (1959). Болезнь заставила его преждевременно оставить профессию, поэтому работу над фильмом завершил Серджо Леоне.
Его братом был композитор Джулио Боннар, который часто писал музыку к фильмам для постановок Марио.

## Избранная фильмография
- Флоретта и Патапон (1913)
- Вечная любовь (1913)
- Титаник (1915)
- Обрученные (1923)
- Цирк жизни (1926)
- Золотая бездна (1927)
- Борьба за Маттерхорн (1928)
- Театр (1928)
- Грешник (1928)
- Зов Севера (1929)
- Звонок в полночь (1929)
- Сын Белой горы (1930)
- От пяти до нуля (1932)
- Три счастливых дурака (1933)
- Свадебный марш (1934)
- Территориальная милиция (1935)
- Адамово дерево (1936)
- Тридцать секунд любви (1936)
- Свирепый Саладин (1937)
- Граф Брешар (1938)
- Я, его отец (1939)
- Безумие (1939)
- Отец на ночь (1939)
- Королевский шут (1941)
- Марко Висконти (1941)
- Перед почтальоном (1942)
- Торговец и леди (1943)
- Ромул и сабиняне (1945)
- Прощай, мой прекрасный Неаполь (1946)
- Город боли (1948)
- Маргарита Кортонская (1950)
- Иль вото (1950)
- Стасера Шиоперо (1951)
- Последнее предложение (1951)
- Мучения прошлого (1952)
- Дети не продаются (1952)
- Фрине, куртизанка Востока (1953)
- Концерт интриги (1954)
- Они угнали трамвай (1954)
- Ладра (1955)
- Позволь мне, папа! (1956)
- Рабыни Коринфа (1958)
- Последние дни Помпеи (1959)
- Гастон (1960)
- Рим 1585 (1961)